# Ubre Blanca
Ubre Blanca (1972 - 1986) fue una vaca cubana conocida por su prodigiosa producción de leche. La vaca, junto con las plantaciones de café del "cordón de La Habana", el sistema de pastoreo racional de André Voisin y el sistema de riego microjet, simbolizó los esfuerzos de Fidel Castro por modernizar la economía agrícola cubana.

## Producción de leche
Según las autoridades cubanas, Ubre Blanca produjo 109,5 litros de leche (más de cuatro veces la producción de una vaca corriente) en un solo día de enero de 1982. Ubre Blanca consiguió producir 24.268,9 litros de leche en 305 días (un periodo de lactancia), a finales de febrero de 1982. Ambas hazañas fueron reconocidas por el Libro Guinness de los récords como récords mundiales. La vaca era un cruce entre un toro Holstein y un cebú. El récord de producción anual de leche en la actualidad es de 75.275 libras, conseguido por LA-Foster Blackstar Lucy en 1998 y referenciado en el LaFoster Dairy de Cleveland (Carolina del Norte).

## Uso de Ubre Blanca por la propaganda cubana
Fidel Castro hizo mención a la prodigiosa producción de Ubre Blanca en varios de sus discursos como evidencia de que el comunismo conseguía mejores resultados en la cría de ganado. Además, los logros de Ubre Blanca fueron muy a menudo la noticia principal en los medios de comunicación controlados por el Gobierno cubano. El 21 de mayo de 2002 el Wall Street Journal publicó un artículo sobre los intentos de Cuba para clonar a Ubre Blanca, en el que se informaba de que en realidad el padre de Ubre Blanca era un toro canadiense. Para muchos cubanos, Ubre Blanca evoca recuerdos del llamado "periodo especial"; el colapso económico posterior a la desaparición de la Unión Soviética, el principal benefactor de Cuba, a partir de 1989. Las cabezas de ganado en Cuba disminuyeron de los 10 millones de cabezas en 1980 a menos de la mitad hoy en día.

## Muerte
En 1985, Ubre Blanca fue sacrificada a la edad aproximada de 13 años (la edad exacta se desconoce). La muerte de la vaca fue conmemorada por el periódico del Partido Comunista Granma con una necrológica página completa. Taxidermistas cubanos disecaron a Ubre Blanca y pusieron su cuerpo en una caja de cristal con la temperatura controlada en el vestíbulo del Centro Nacional de Veterinaria, a 10 millas de La Habana, donde todavía permanece. Ubre Blanca fue condecorada en su ciudad natal Nueva Gerona, que erigió una estatua de mármol en memoria de la vaca. Desde la muerte de la vaca, científicos cubanos han tratado sin éxito de clonar a Ubre Blanca empleando muestras de tejido congelado.

## Poema
En el poema Ganadería, el poeta cubano exiliado Ricardo Pau-Llosa narra la historia de Ubre Blanca, como una alegoría de la subida de Castro al poder.
They were educated men,
how could they not know what was coming?
How could they not save Ubre Blanca
from the endless speeches, the cameras, and the fist?

## Reconocimientos
- En la Isla de la Juventud se erige una escultura en mármol de Ubre Blanca,[7] ubicado en el Poblado La Victoria, antiguamente llamado La Cañada.[8] La escultura fue realizada por los escultores Abelardo Isidro Echevarría y Luis Ruz.[9]
- En el año 1984 se emite una colección de sellos postales, con el título: Desarrollo de la Ganadería por Correo de Cuba. El sello de mayor valor (50) corresponde al de la imagen de Ubre Blanca. [10]